# Stapleton, Shropshire
Stapleton är en by i civil parish Condover, i distriktet Shropshire, i grevskapet Shropshire i England. Byn är belägen 8 km från Shrewsbury. Stapleton var en civil parish fram till 1967 när blev den en del av Condover. Civil parish hade 191 invånare år 1961. Byn nämndes i Domedagsboken (Domesday Book) år 1086, och kallades då Hundeslit.